# Cethosia munjava
Cethosia munjava är en fjärilsart som beskrevs av Hans Fruhstorfer 1912. Cethosia munjava ingår i släktet Cethosia och familjen praktfjärilar. Inga underarter finns listade i Catalogue of Life.